# Gangster Boogie
 (janvier 2024).
Si vous disposez d'ouvrages ou d'articles de référence ou si vous connaissez des sites web de qualité traitant du thème abordé ici, merci de compléter l'article en donnant les références utiles à sa vérifiabilité et en les liant à la section « Notes et références ».
Albums de Just-Ice
VII
(1998) 32 Degrees
(2009)
Gangster Boogie est le huitième album studio de Just-Ice, diffusé uniquement en téléchargement à partir du 1er juillet 2008.

## Liste des titres
| No  | Titre                  | Durée |
| --- | ---------------------- | ----- |
| 1.  | Freestyle              | 3:41  |
| 2.  | I Gave You Danjer      | 3:41  |
| 3.  | Holla at Just          | 3:27  |
| 4.  | I Like It              | 4:37  |
| 5.  | Snitches               | 3:51  |
| 6.  | Gangster Boogie        | 4:55  |
| 7.  | Getting' High          | 4:22  |
| 8.  | Bad Man                | 4:15  |
| 9.  | Comin at Ya            | 4:39  |
| 10. | Spice It Up            | 3:59  |
| 11. | I Know You Wanna Party | 3:17  |
| 12. | Bomb                   | 0:10  |